# 淺野長政
淺野長政（日语：／ Asano Nagamasa，1547年—1611年5月29日）是日本戰國時代至江戶時代的武將和大名，原名淺野長吉，通稱彌兵衛。他是豐臣秀吉的連襟與小早川秀秋的親姑丈。育有兒子幸長、長晟、長重，豐臣秀吉政權下五奉行之一，官位為從五位下，彈正少弼。

## 經歷
出生於尾張國春日井郡北野（今愛知縣北名古屋市）。母親是淺野長詮的女兒，父親為安井重繼，跟隨親舅舅淺野長勝成為了織田信長的弓眾，並娶了長勝的養女彌彌（豐臣秀吉正室寧寧的親妹妹）而成為淺野家的婿養子和家督，秀吉成為長濱城主後，分近江國120石給長政，信長死後成為秀吉的家臣，天正11年（1583年）賤岳之戰後，因功獲封近江國大津2萬石。天正12年（1584年）擔任京都所司代，此外在進行太閤檢地的時候，表現優秀的內政能力和手腕，成為豐臣政權下五奉行的筆頭。與東國的大名關係深厚，擔任豐臣政權中的金銀山管理職務。
天正14年（1586年），秀吉之妹朝日姬嫁給德川家康正室時，前往濱松。
天正15年（1587年），九州平定時參戰且非常活躍，同年9月5日，領有若狹國小濱8萬石，成為大名。
天正16年（1588年），敘任從五位下彈正少弼。
天正18年（1590年）奥州仕置時，擔任實行役。後來成為取次役，強化與南部信直的關係，參與平定葛西大崎一揆及九戶政實之亂。
天正20年（1592年），獲賜豐臣姓。
文禄2年（1593年），因朝鮮出兵的功績，獲封甲斐國府中21萬5千石，成為甲府城主。
秀吉死後，慶長4年（1599年），由於被德川家康暗殺事件的影響，成為了嫌疑者，將家督讓給幸長而在武藏國隱居。在關原之戰協助家康三男德川秀忠，由中山道進軍。戰後，兒子幸長因功績獲加封紀伊國和歌山37萬石。長政自身於江戶幕府成立後，擔任家康近侍，慶長10年（1605年）移居江戶。後來自幸長領地的常陸國領有五萬石後隱居，1611年於此地死去，終年65歲。法名為傳正院殿前霜台功山道忠大居士。墓所在茨城縣櫻川市櫻井天目山傳正寺以及和歌山縣高野町高野山悉地院。
1910年（明治43年）4月2日贈從三位。